# Aulo Postumio Albo Regilense
Aulo Postumio Albo Regilense  fue un político y militar romano del siglo V a. C. perteneciente a la gens Postumia. Venció a los latinos en la batalla del Lago Regilo.

## Familia
Postumio fue miembro de los Postumios Albinos, una rama familiar patricia de la gens Postumia. Fue hijo de Publio Postumio Tuberto y padre de Espurio Postumio Albo Regilense y Aulo Postumio Albo Regilense.

## Carrera pública
Fue nombrado dictador en el año 499 o 496 a. C., cuando dirigió la guerra contra los latinos a los que venció en la batalla del Lago Regilo y fue recompensado con un triunfo. Alcanzó el consulado en el año 496 a. C.